# 王立カナダ騎馬警察

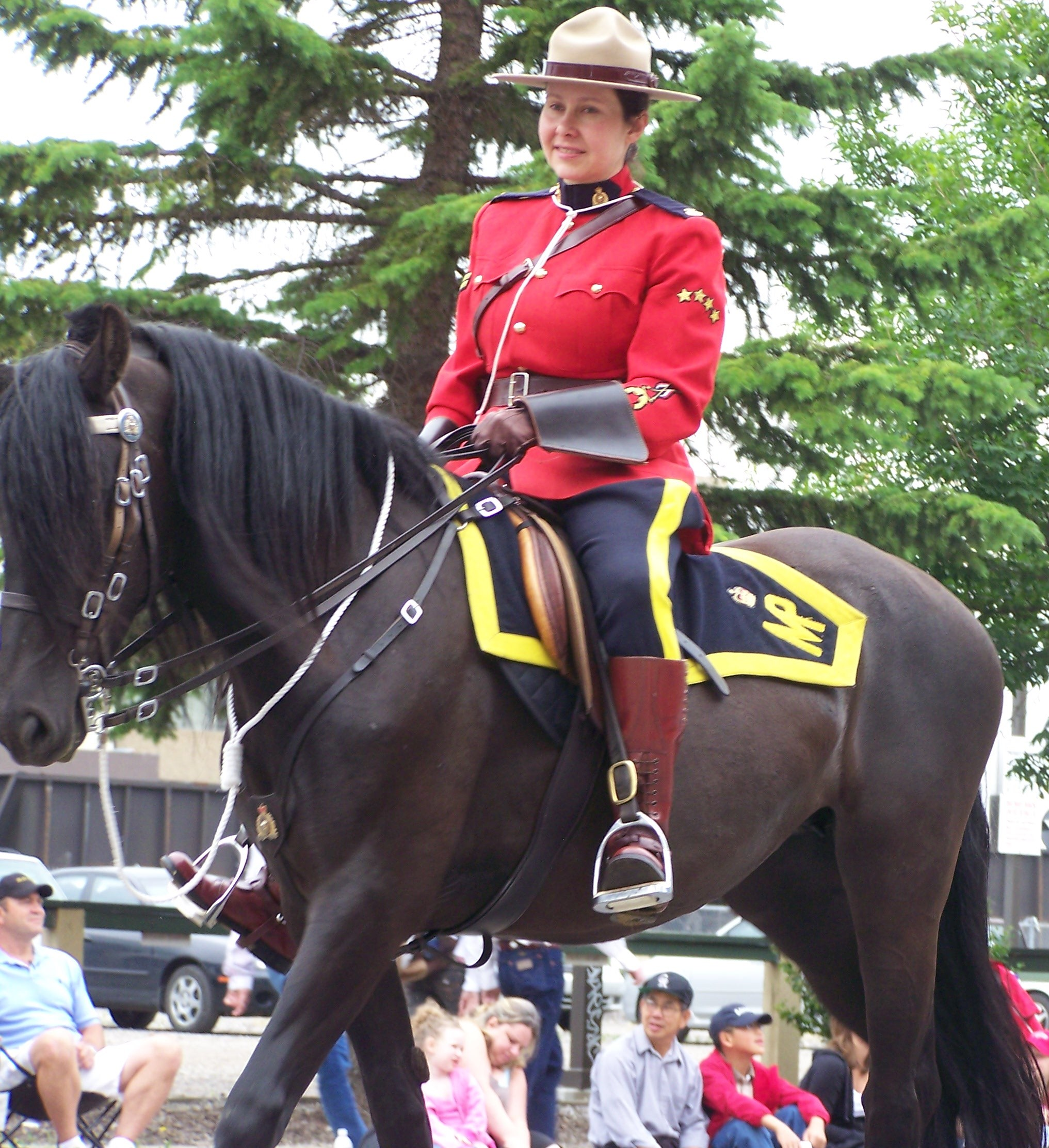
騎乗するRCMP

王立カナダ騎馬警察（おうりつカナダきばけいさつ）または王立カナダ国家憲兵（英語: Royal Canadian Mounted Police、英語略称RCMP、フランス語: Gendarmerie royale du Canada、仏語略称GRC、以下RCMP と呼ぶ）は、カナダ連邦政府の国家警察・連邦警察である。
自動車が発明される前の時代（18世紀後半、#歴史節を参照）から存在し、馬による移動・巡回をしていたため「騎馬警察」の名がある。

## 概要
1920年2月、North West Mounted Police（北西騎馬警察）を改称し創設。
カナダにはそれぞれの地域の政体にあわせて、簡単に分けると、連邦、州、大都市圏（または市町村）の三層の警察力が存在する。RCMPは連邦警察であり、地域によっては州または市町村レベルの警察サービスも提供している。2019年現在、約30,000人が勤務している。本部はオンタリオ州・オタワ。

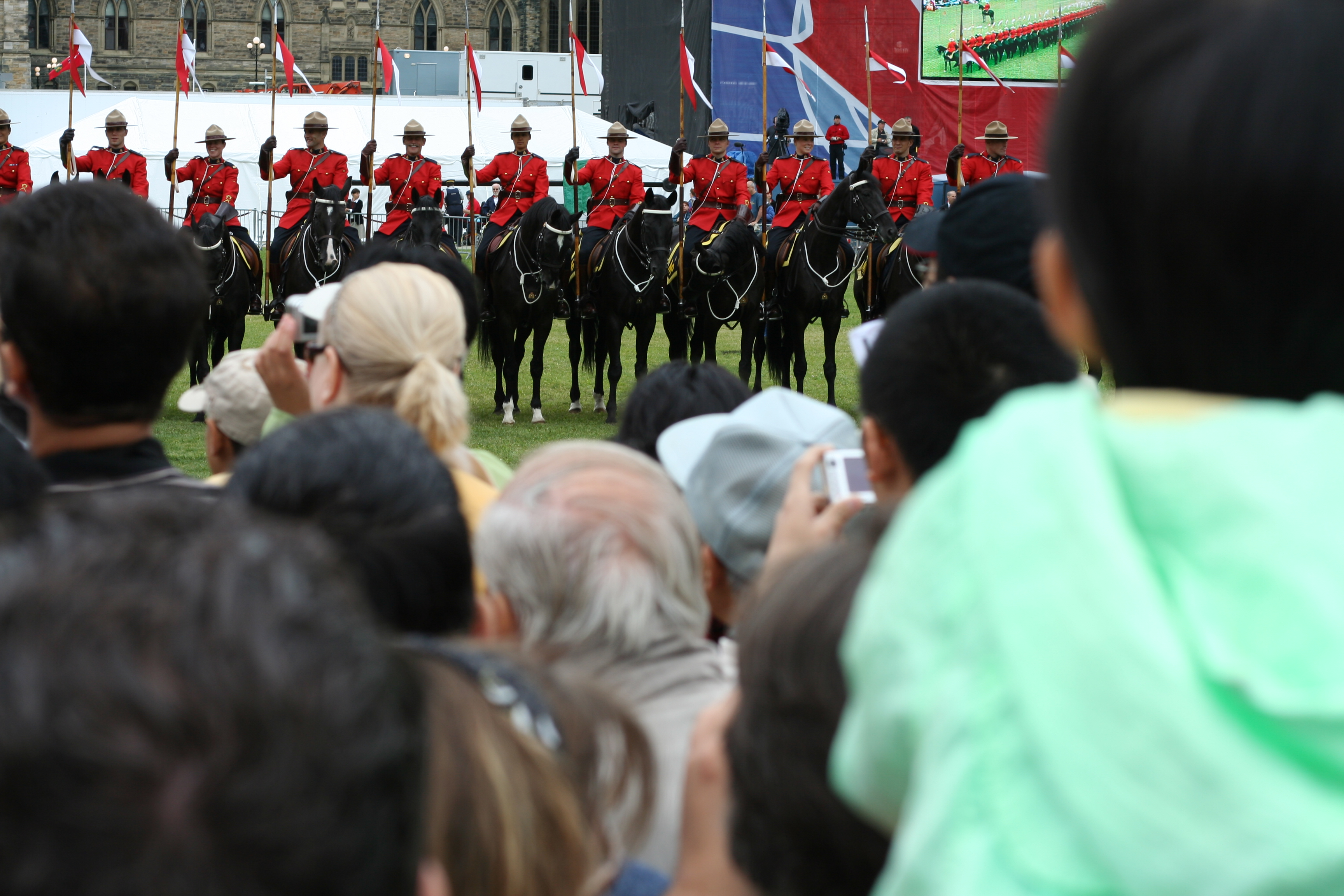
ミュージカル・ライド中のRCMP

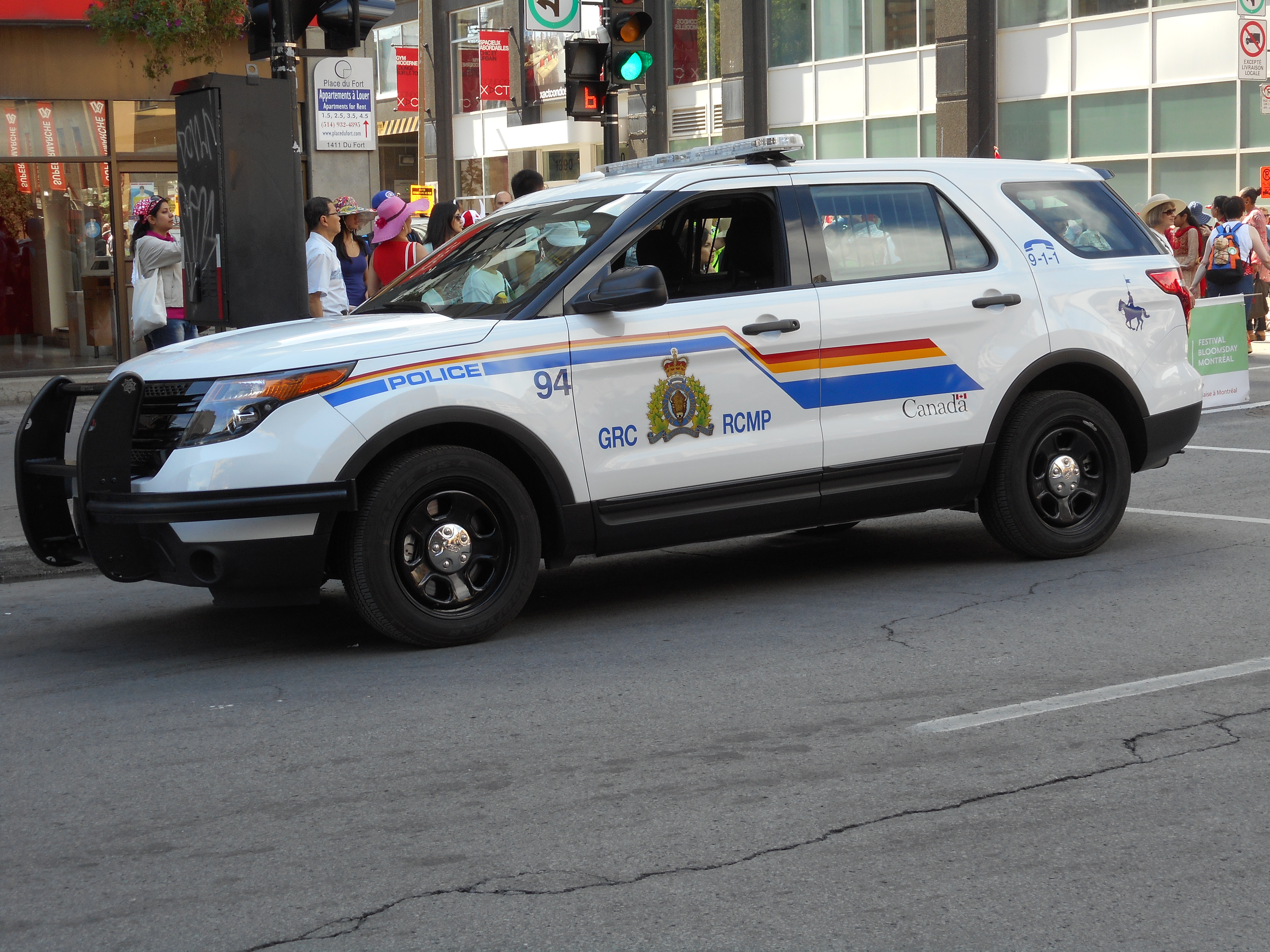
RCMPの車両

RCMPはその赤い制服（チュニック）と、鍔の広い尖がり帽子（キャンペーン・ハット）で大変有名である。ただしこれは式典向けの正装で、通常は他の警察と同じような一般的なデザインの制服を着用している。また近年通常業務において、必ずしも馬は使われてはいない。カナダの象徴として、他国における軍の儀仗隊の代わりに国賓等を迎える姿がよくみられる。式典等において、音楽隊の演奏に合わせて騎馬行進をする「ミュージカル・ライド」が有名である。
冷戦時代においては、FBIと協力しアメリカからの兵役忌避者の捜索に協力したり、ケベック州独立運動が激しくなった1970年代にはケベック党の文書を盗むなど、情報機関のような役割を果たしたこともある。公式にはそのような諜報活動などは現在カナダ安全情報局（Canadian Security Intelligence Service、CSIS）へ移管され、RCMPはそのような責務は持っていないとされている。

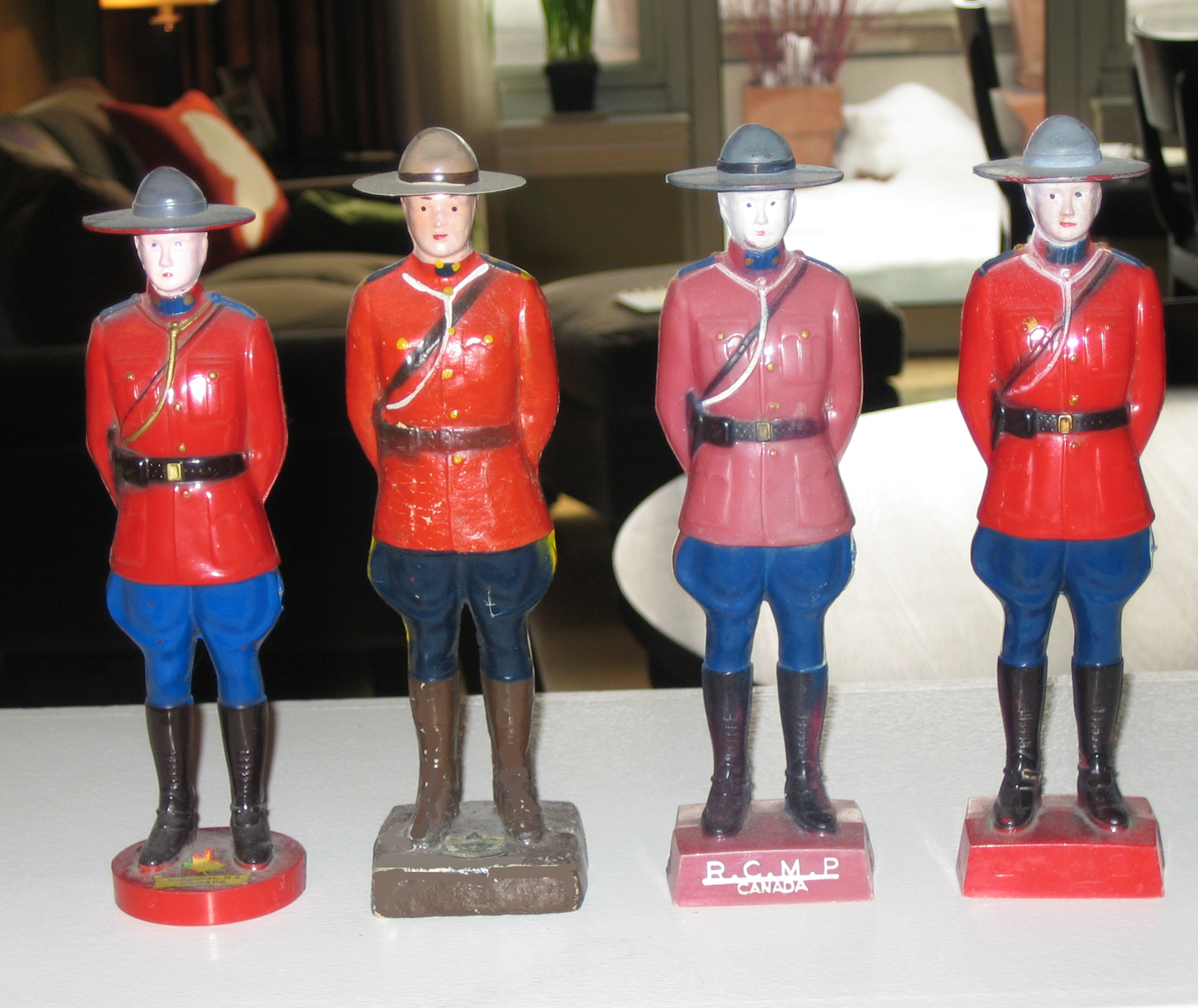
RCMPの人形

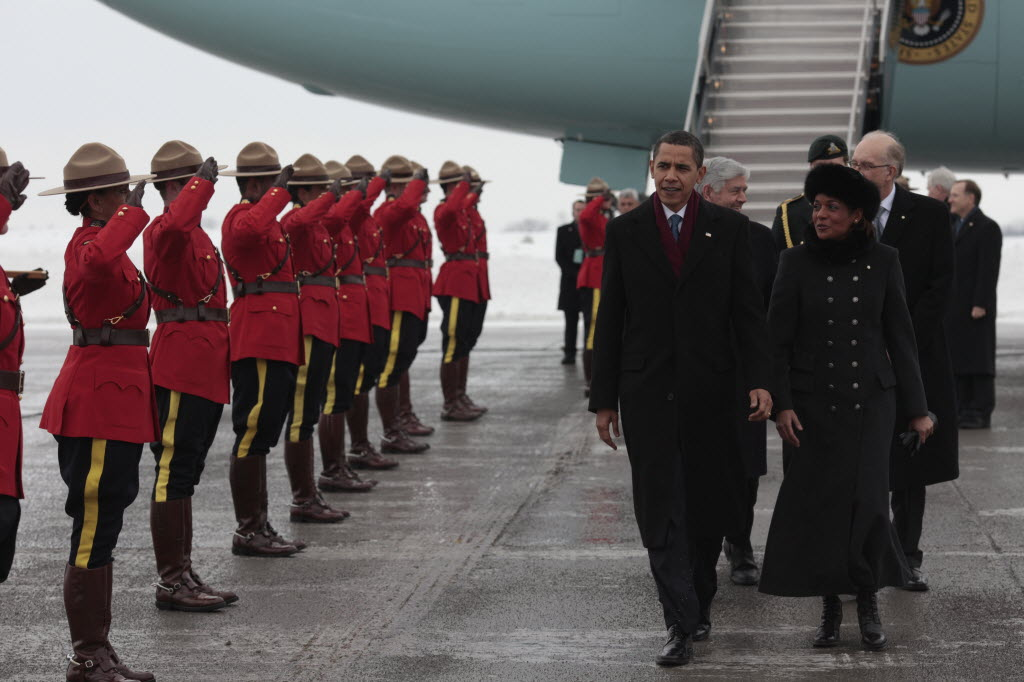
RCMPと第44代アメリカ合衆国大統領バラク・オバマ、第27代カナダ総督ミカエル・ジャン

赤い制服が美しいRCMPはカナダ文化の象徴として様々な観点からとらえられている。カナダ国民からは親しみを持って「マウンティー（Mountie）」と呼ばれている。騎馬警官をデザインしたTシャツやぬいぐるみがたくさんお土産として売られている。また特に映画などでは、カナダの象徴として登場することが多い。最近の例では「ダイ・ハード3」で、犯人がアメリカから逃亡した際にRCMPに追われ、カナダに入国したことを示唆するシーンなどがあった。また「騎馬警官（Due South）」というTVドラマでは、シカゴを舞台にアメリカ・カナダ両国の警察が協力する話だった。

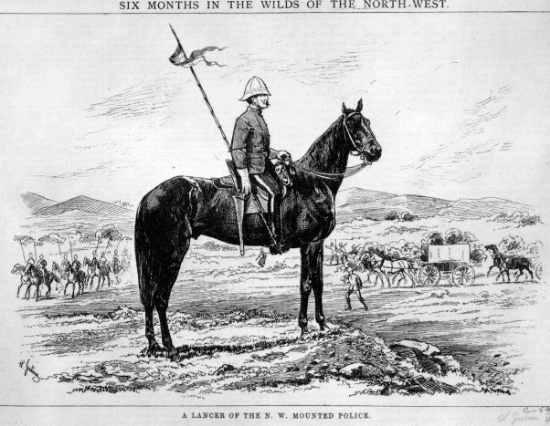
北西騎馬警察（North-West Mounted Police）

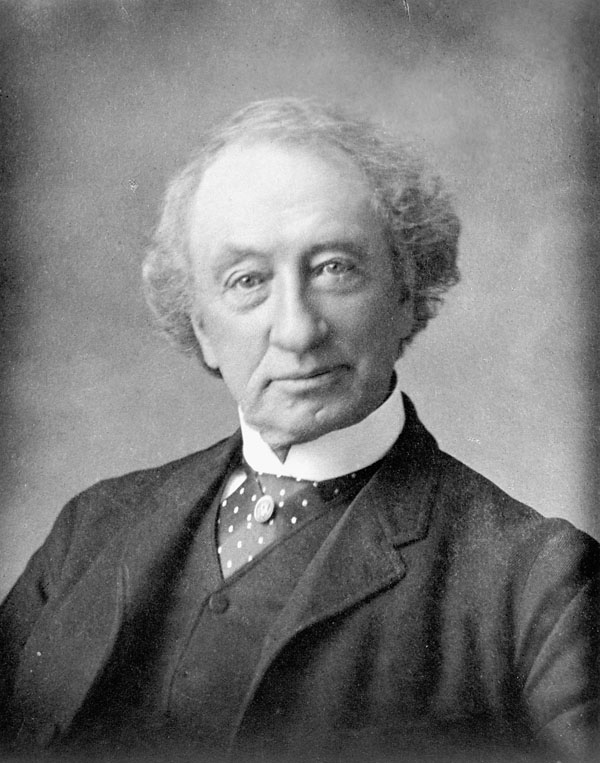
ジョン・A・マクドナルド

## 歴史
1873年5月23日、警察隊設置法案が施行され、カナダの初代首相ジョン・A・マクドナルドによって、カナダ西部（現在のアルバータ州とサスカチュワン州の地域）にRCMPの前身である北西騎馬警察（North-West Mounted Police）が設立された（同名の映画もある）。「マウンティーズ」の愛称で知られる緋色コートの騎乗警察隊は18歳から40歳までの150名の男子が選抜され、関税徴収の実施、入植路の確保を目的とした巡視活動に従事した。1885年のリールの反乱ではカナダ軍に加勢し、初の武装戦闘に参加した。1904年、イギリス国王エドワード7世より王室の勅許を与えられた。1920年に自治領警察（Dominion Police）と合併し、RCMPと改称し、本部が首都オタワに置かれることとなった。

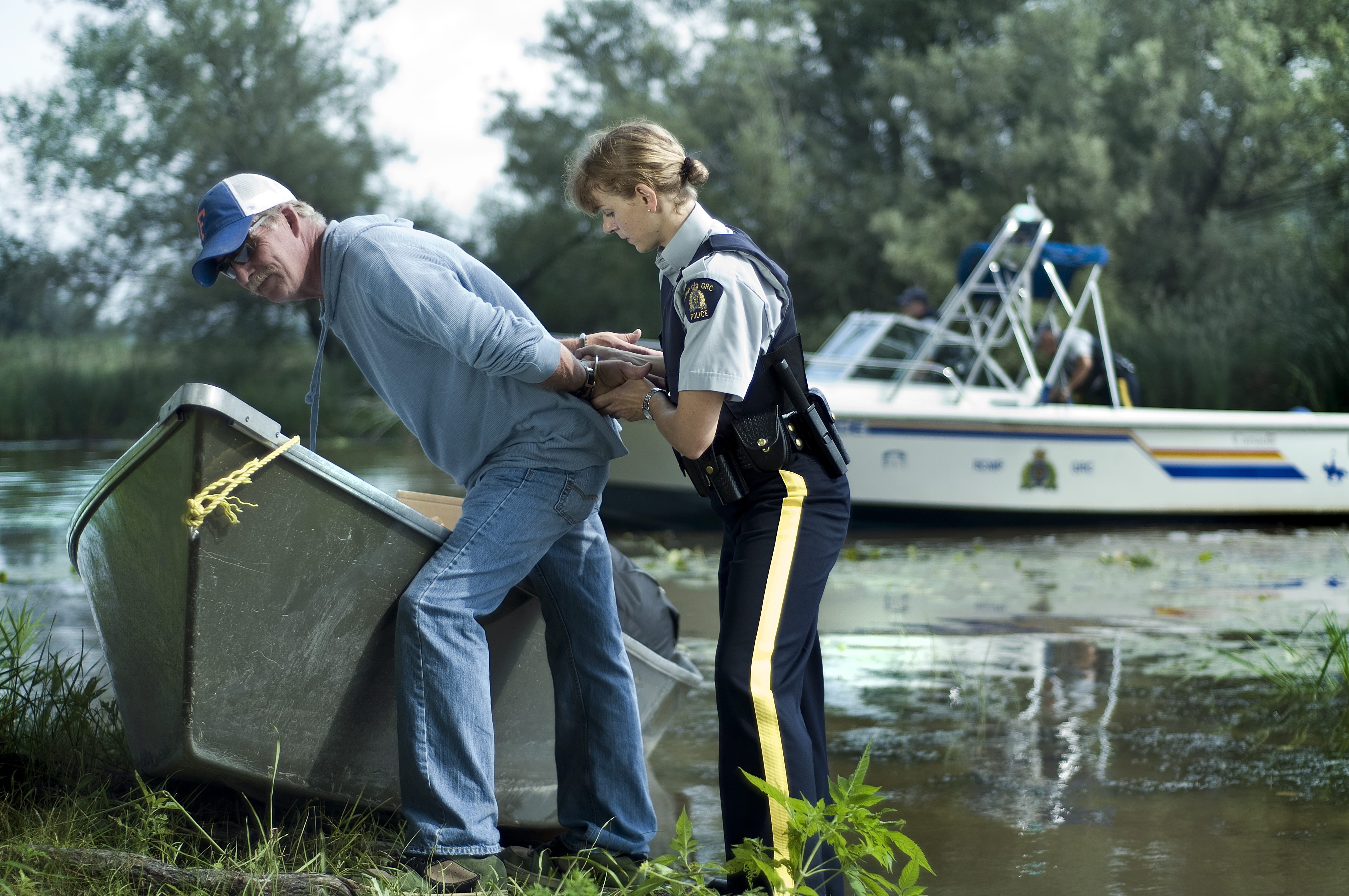
現代の王立カナダ騎馬警官

1928年に連邦政府は、政府の助成によってRCMPが州及び自治体との契約をすることを承認し、従来の発祥であった地元警察業務を受託することとなった。連邦政府が警察業務費用の6割を負担し、州よ自治体が残りの4割を負担した。1950年までには全10州のうち8州で、連邦政府の助成が有利なRCMP警察業務を活用し自州の警察を解散していた。
2018年、長官に初めて女性が就任した。

## ミュージカルライド
ミュージカルライドは、RCMPが騎乗して馬術を披露するイベントである。ミュージカルライドで騎乗するのはRCMPの中でも馬術に長けた者32人だけで、彼らは32頭の揃いの黒馬を操ってショーを演じる。

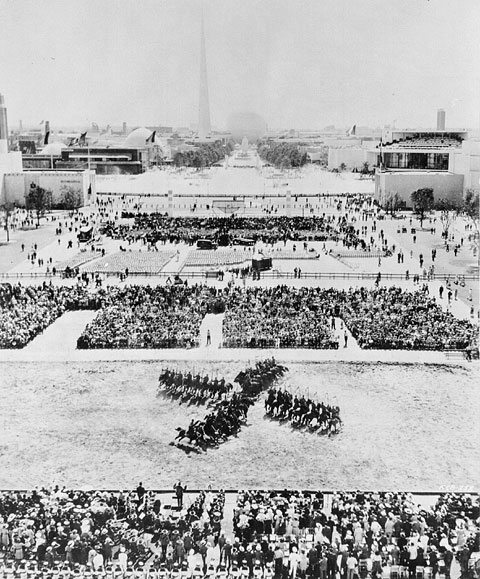
ミュージカル・ライド中のRCMP

ミュージカルライドの起源は隊員の馬術訓練にあり、1876年に行われたのが初めである。また公式なミュージカルライドは1887年、サスカチュワン州レジャイナにおいて行われたものが初めである。